# Кинденхајм
Кинденхајм (њем. Kindenheim) општина је у њемачкој савезној држави Рајна-Палатинат. Једно је од 48 општинских средишта округа Бад Диркхајм. Према процјени из 2010. у општини је живјело 1.047 становника. Посједује регионалну шифру (AGS) 7332029.

## Географски и демографски подаци
Кинденхајм се налази у савезној држави Рајна-Палатинат у округу Бад Диркхајм. Општина се налази на надморској висини од 172 метра. Површина општине износи 9,0 km². У самом мјесту је, према процјени из 2010. године, живјело 1.047 становника. Просјечна густина становништва износи 117 становника/km².